# Biomimetică

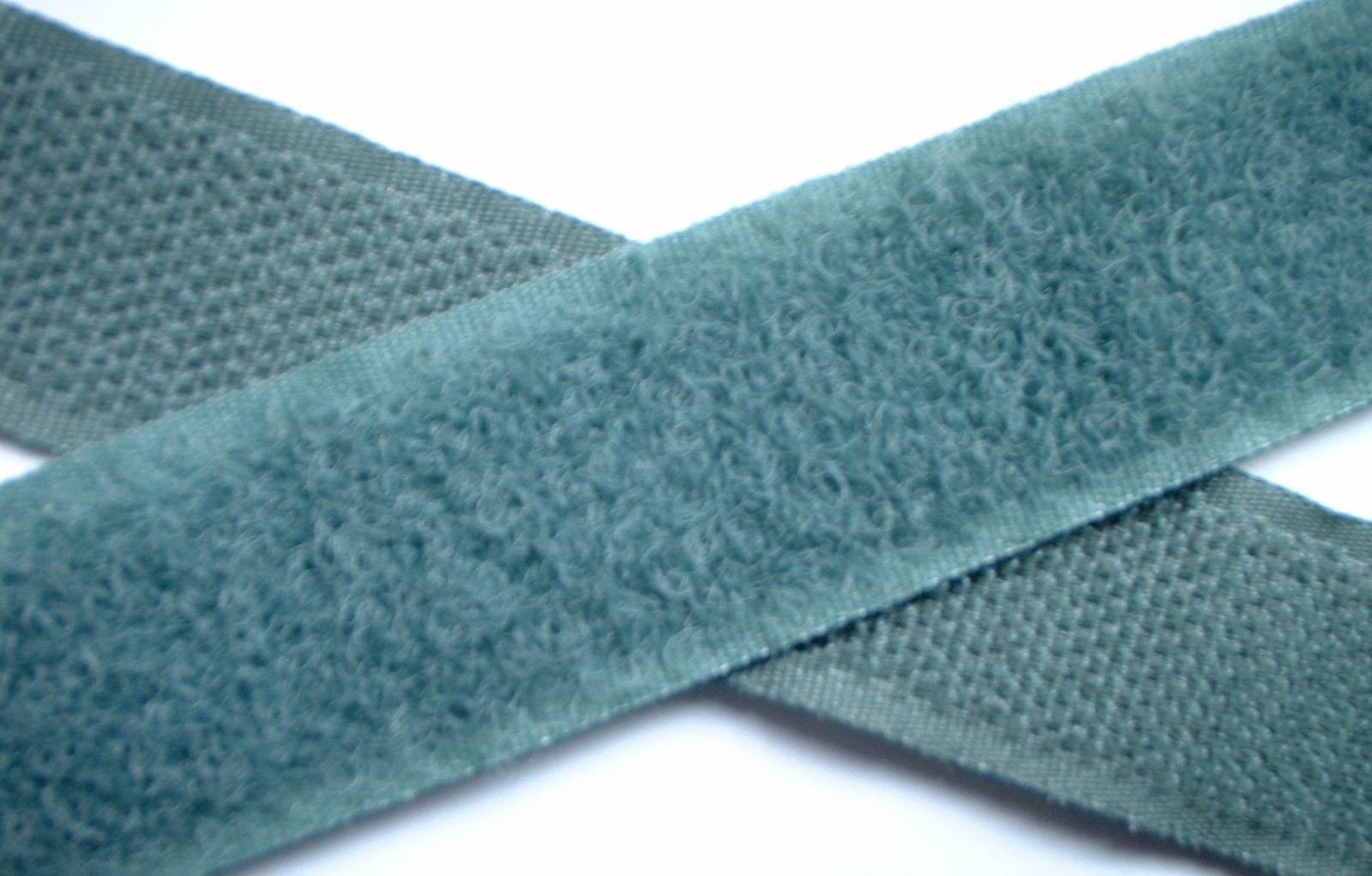
Banda velcro (popular în română i se spune scai) imită exemple biologice de structuri, cum ar fi ciulinii sau scaiul.

Biomimetica sau biomimetismul este imitarea de modele, sisteme și elemente ale naturii în scopul de a rezolva probleme umane complexe. Termenii de "biomimetică" și "biomimetism" derivă din greacă veche βίος (bios), viata, si μίμησις (mīmēsis), imitație, din μιμεῖσθαι (mīmeisthai), a imita, de la μῖμος (mimos), actor. Strâns înrudită cu biomimetica este bionica.
Organismele vii au structuri și materiale evoluate bine adaptate la mediu, de-a lungul erelor geologice, prin selecție naturală. Biomimetica a dat naștere la noi tehnologii inspirate de soluții biologice atât la nivel macro cât și la nivel nano. Oamenii s-au uitat la natură pentru a găsi răspunsuri la problemele existenței noastre. Natura a rezolvat probleme de inginerie, cum ar fi abilități de autovindecare, de toleranță la expunerea la mediul înconjurător și de rezistență, hidrofobicitate, autoasamblare, precum și valorificarea energiei solare.

## Istorie
Unul dintre primele exemple de biomimesis a fost studiul păsărilor pentru a permite zborul uman. Deși nu a reușit să creeze o "mașină zburătoare", Leonardo da Vinci (1452-1519) a fost un fin observator al anatomiei și al zborului păsărilor, făcând numeroase note și schițe de "mașini zburătoare". Frații Wright, care au reușit primul zbor cu un aparat mai greu decât aerul în 1903, s-au inspirat din observarea de porumbeilor în zbor.
Biomimetica a fost inventată de biofizicianul și poetul american Otto Schmitt în anii 1950. Aceasta s-a petrecut în timpul doctoratului său când a pus la punct declanșatorul Schmitt prin studierea nervilor la calmar, încercând să proiecteze un dispozitiv replică la sistemul biologic al propagării nervoase. El a continuat să se concentreze pe dispozitive care imită sistemele naturale și prin 1957 el a perceput o schimbare biofizica de la acel moment și va propune un nou domeniu -  biomimetica.
Un termen similar, bionica a fost inventat de Jack E. Steele în 1960, la Wright-Patterson Air Force Base, în Dayton, Ohio, unde a lucrat și Otto Schmitt. Steele a definit bionica drept "știința sistemelor care au anumite funcții copiate din natură sau care reprezintă caracteristicile sistemelor naturale sau a analoagelor lor". Mai târziu, în timpul unei reuniuni în 1963, Schmitt a declarat,

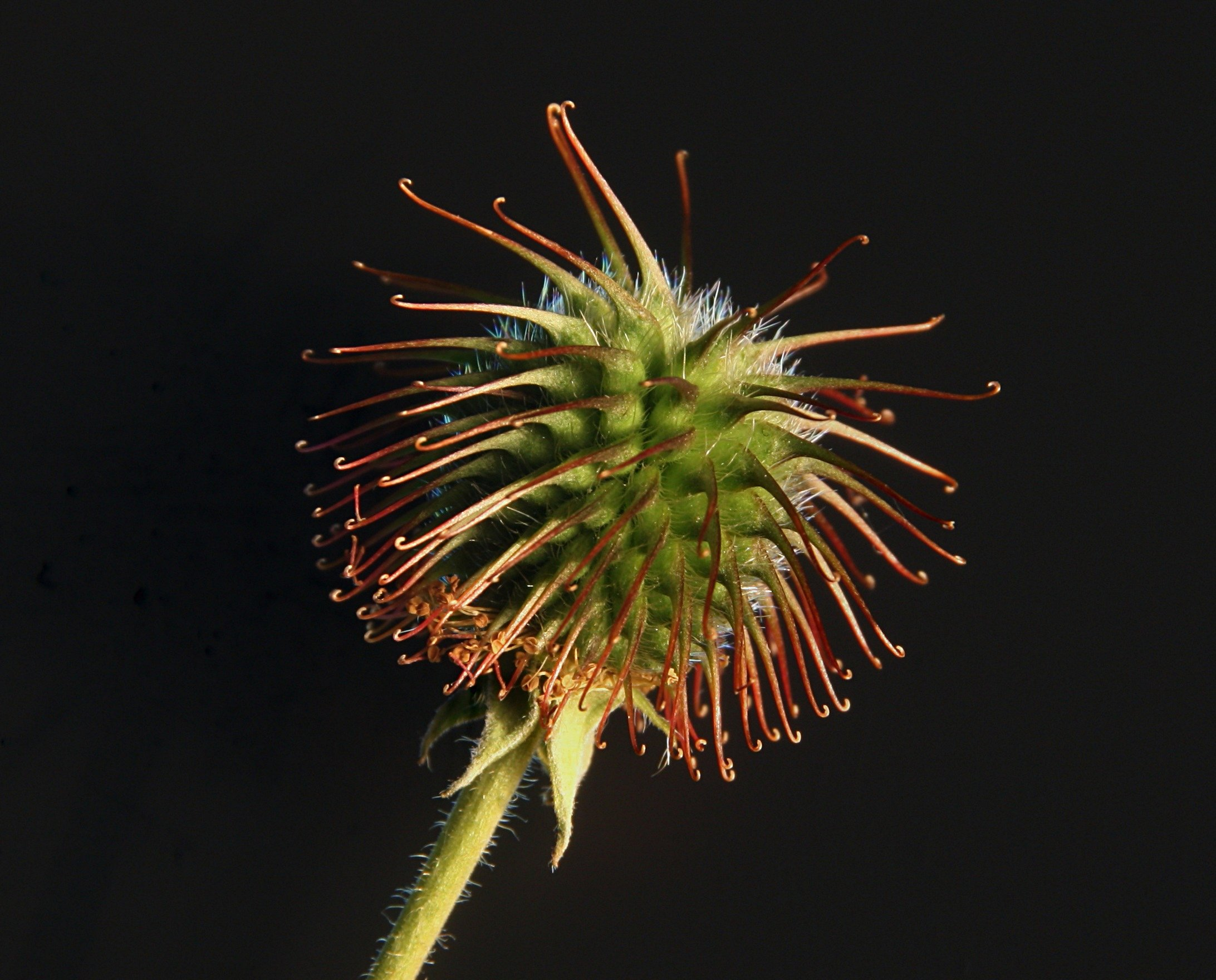
Velcro (banda scai) fost inspirată de cârligele minuscule de pe suprafața scaieților și ciulinilor.

În 1969, termenul de biomimetică a fost folosit de către Schmitt la titlul uneia din lucrările sale, și prin 1974 și-a găsit loc în Dicționarul Webster; bionica, în schimb, a intrat în același dicționar mai devreme, în 1960 ca "știința care se ocupă cu aplicarea datelor despre funcționarea sistemelor biologice în soluționarea problemelor tehnice". Termenul de bionic a luat o conotație diferită atunci când Martin Caidin se referă la Jack Steele și romanul său Cyborg, care mai târziu a dus în 1974 la serialul de televiziune The Six Million Dollar Man . Termenul bionic apoi a devenit asociat cu "utilizarea electronicii în crearea de părți artificiale ale corpului uman" și "a avea abilități umane crescute cu ajutorul unor astfel de dispozitive". Pentru că termenul bionic implica puteri supranaturale, comunitatea științifică de limbă engleză a abandonat termenul.
Termenul de biomimetism a apărut încă din 1982. Bionica a fost popularizată de către omul de știință și autorul Janine Benyus în 1997 în cartea Biomimetismul: inovația inspirată de natură. Biomimetismul este definit în carte ca o "nouă știință care studiază modelele naturii  și apoi le imită sau se inspiră din aceste modele și procese pentru a rezolva problemele umane". Benyus ne sugerează privim Natura ca un "Model, Măsură, și Mentor" și pune accentul pe sustenabilitate ca un obiectiv al biomimetismului.

## Aplicații

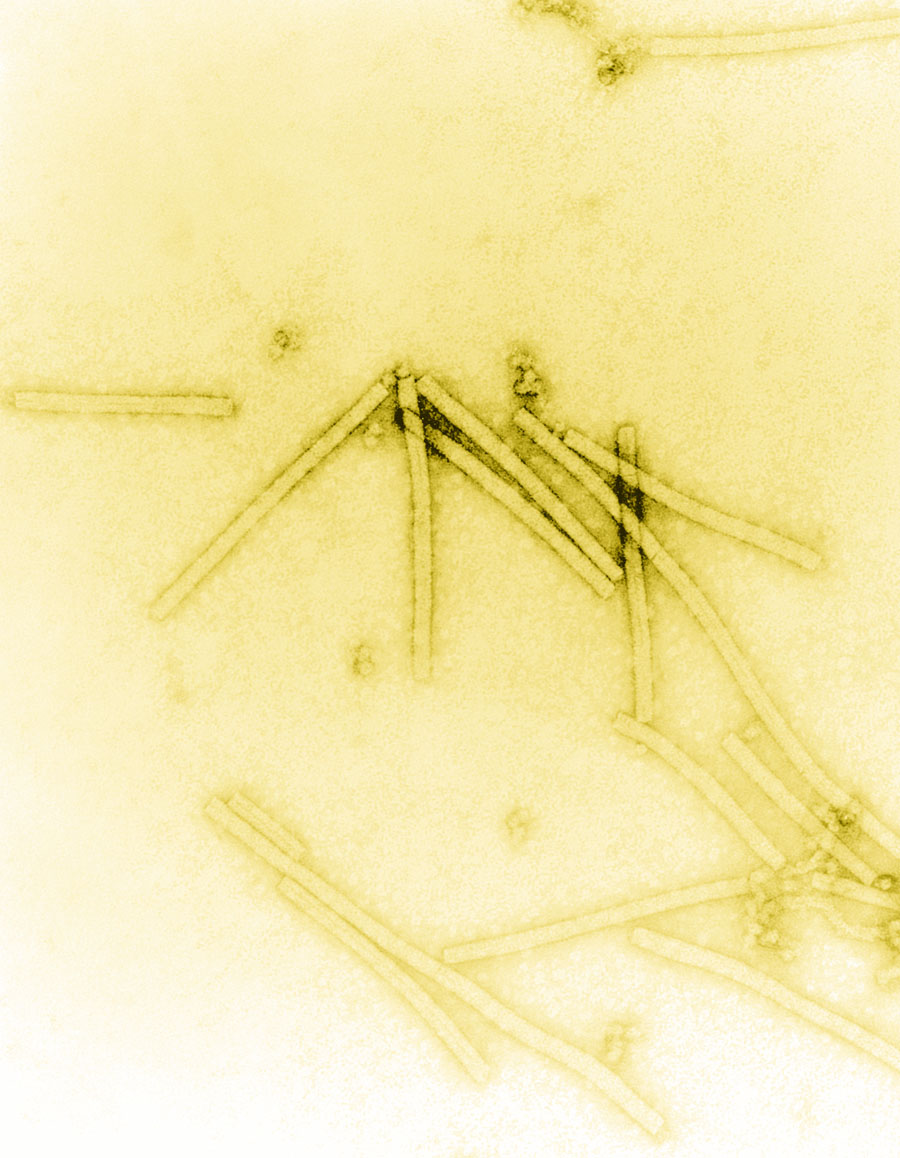
Scanare micrografiică a particulelor în formă de bastonașe de virusul mozaic al tutunului.

Mineralizarea biomorfică este o tehnică care produce materiale cu morfologii și structuri asemănătoare celor ale organismelor vii, prin utilizarea de biostructuri ca șabloane pentru mineralizare. Comparativ cu alte metode de producție materială,  mineralizarea biomorphică este facilă, inofensivă pentru mediu și economie.

### Tehnologia de afișare

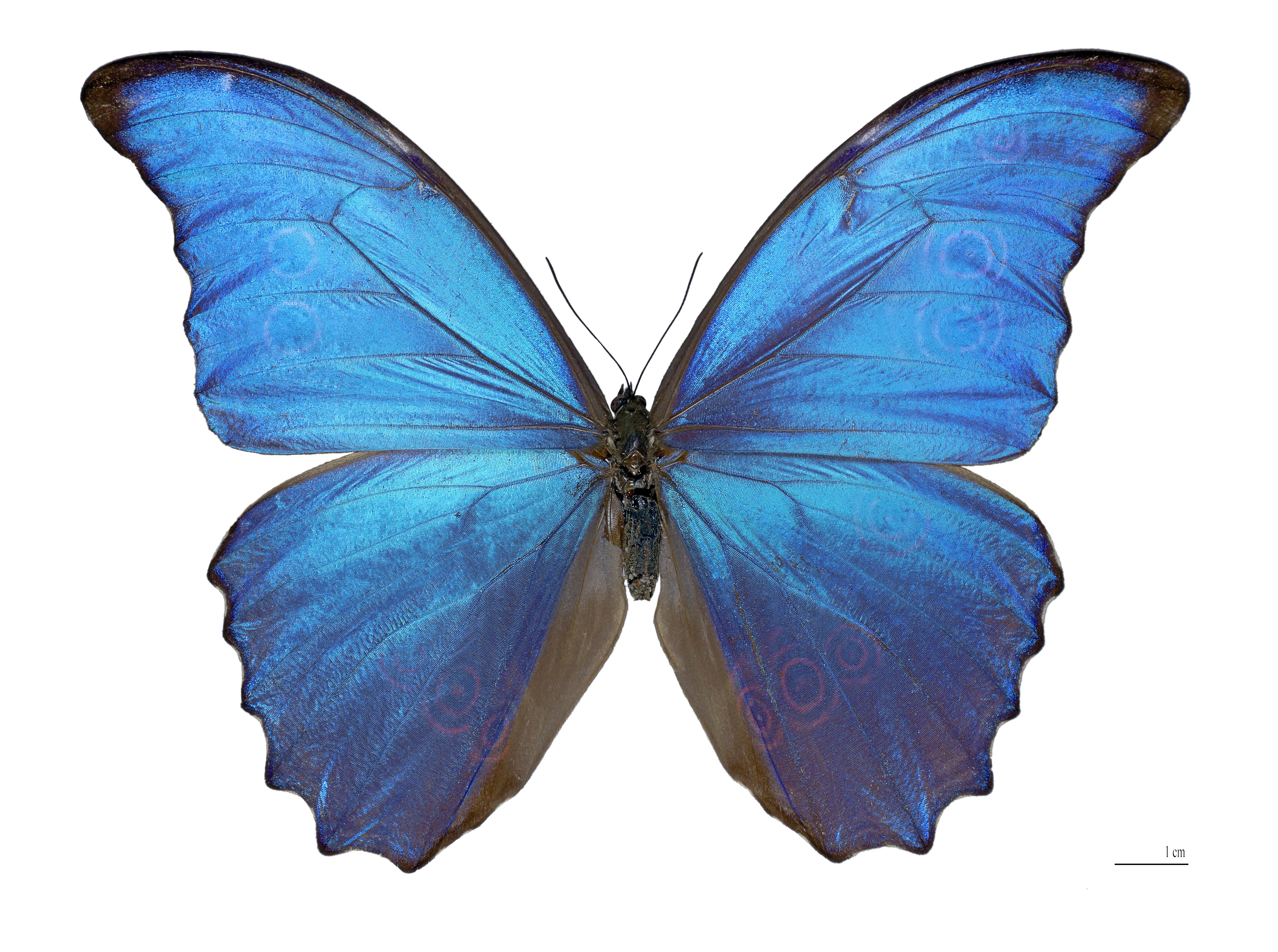
Culoarea albastră vibrândă a fluturelui Morfo se datorează colorației structurale

Aripile fluturelui Morfo  conțin microstructuri care creează un efect de colorație structurală, mai degrabă decât de pigmentare. Undele luminoase incidente sunt reflectate la anumite lungimi de undă pentru a crea culori vibrante, datorită interferenței multistrat, difracției, a peliculei de interferență și alte proprietăți. Scarificările de diferite forme ale acestor fluturi s-au dovedit a fi responsabile pentru colorarea lor aparte. Culorile structurale au fost a explicate simplu ca interferențe datorate alternativ straturilor de cuticul și de aer, folosind un model de interferențe multistrat. Aceleași principii sunt în spatele culorii bulelor de săpun se aplică la aripile de fluture. Culoarea aripilor de fluture este din cauza mai multor cazuri de interferențe constructive de structuri. Microstructura fotonică a aripilor de fluture poate fi reprodus prin mineralizare biomorfică pentru a obține proprietăți similare. Microstructurile fotonice pot fi reproduse folosind oxizi de metal sau  alkoxizi de metal, cum ar fi sulfat de titan (TiSO4), oxid de zirconiu (ZrO2) și oxid de aluminiu (Al2O3). O metodă alternativă de oxidare cu vapori de SiH4 pe șablonul de suprafață a fost inventat pentru a păstra delicatele caracteristici structurale ale microstructurii. O tehnologie de afișare ("Mirasol"), bazat pe proprietățile de reflecție ale aripilor fluturelui Morfo au fost comercializate de Qualcomm în 2007. Tehnologia aceasta folosește modulația interferometrică pentru a reflecta lumina astfel încât numai culoarea dorită să fie vizibilă în fiecare pixel al ecranului.

## Posibile viitoare aplicații

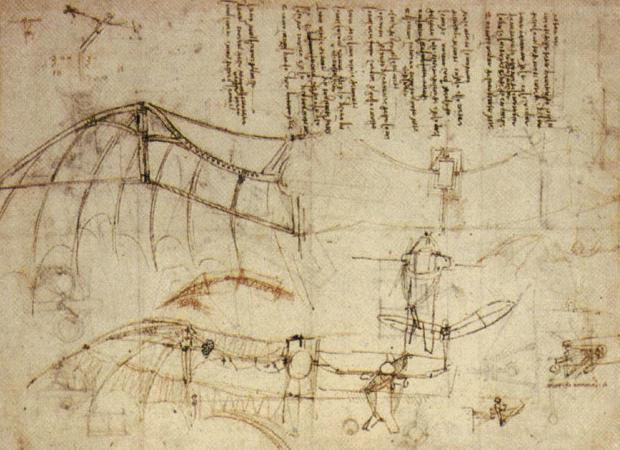
Desenul lui Leonardo da Vinci pentru un aparat de zbor cu aripi bazat îndeaproape pe structura de aripilor de liliac.

Biomimetica în principiu ar putea fi aplicată în multe domenii. Din cauza complexității sistemelor biologice, numărul de caracteristici care ar putea fi imitat este mare. Aplicațiile biomimetice sunt în diverse stadii de dezvoltare de tehnologii care ar putea deveni exploatabile comercial pentru prototipuri.

### Prototipuri
Cercetatorii au studiat capacitatea termitelor de a menține practic constantă temperatura și umiditatea în mușuroaiele de termite din Africa, în ciuda temperaturii externe care variază între 1,5 °C și 40 °C (35 °F și 104 °F). Cercetătorii au scanat inițial un mușuroi de termite și au creat imagini 3-D a structurii movilei, care a relevat o construcție care ar putea influența omul în design și în construcții. La Eastgate Centre, aerul într-un complex de birouri din Harare, Zimbabwe rămâne răcoros, fără aer condiționat și folosind doar 10% din energia necesară construcției  convenționale de aceeași dimensiune.
În ingineria structurală, Institutul Federal Elvețian de Tehnologie (EPFL) a încorporat caracteristicile biomimetice la modul de funcționare a unui pod mobil. Podul poate efectua autodiagnostic si autoreparare.

### Tehnologii
Adeziunea subacvatică este o provocare tehnică majoră întrucât tehnologia actuală nu este în măsură să adere puternic la suprafațele subacvatice, din cauza unor bariere, cum ar fi hidratarea straturilor și a murdăriei de pe acele suprafețe. Cu toate acestea, midiile marine se pot lipi cu ușurință și în mod eficient pe suprafețe subacvatice în condițiile dure ale oceanului. Ele folosesc puternice filamente ca să adere la stânci, împiedicând  măturarea lor de către puternicii curenți marini. Proteinele din piciorul midiilor fac ca filamentele să se agațe de roci, de bărci și, practic, de orice suprafață din natură, inclusiv de alte midii. Aceste proteine conțin un amestec de aminoacizi reziduuri care a fost adaptat special în acest scop. Cercetătorii de la Universitatea din California, Santa Barbara au împrumutat și simplificată procesele biochimice din piciorul midiilor pentru a depăși această provocare inginerească de aderență la teren umed și pentru a crea copolyampholytele, și un component adeziv cu potențial de utilizare în nanotehnologii. .
Imitând comportamentul animalelor la scufundări în apă, cercetătorii au descoperit, în 2013, că oamenii au o capacitate similară de neuroprotecție prin reducerea temperaturii cerebrale și suprimarea metabolismului .  Acest lucru a deschis acum o posibilitate reală de a crea metode prin care să se mențină această stare, nu altfel decât în modul enigmatic în care hibernează animale calemurienii sau urșii. Acest lucru ar avea profunde implicații biomedicale pentru situații de accident vascular cerebral, pierdere de sânge, arsuri, cancer, obezitate cronică, epilepsie etc. O cercetare experimentală realizată recent în Suedia se pare că a reușit să obțină un astfel de rezultat la un scufundător..
Pânza de păianjen este la fel de rezistentă ca kevlarul utilizat în veste antiglonț. Inginerii, în principiu, ar putea folosi un astfel de material, dacă acesta ar putea fi reproiectate pentru a avea un timp de viață suficient, pentru parașute, cabluri, ligamente artificiale pentru medicină, și în alte scopuri. Alte cercetări au propus ca adeziv adezivul midiilor, celule solare făcute pe modelul frunzelor, material care să imite  pielea de rechin, recoltarea de apă din ceață precum cărăbușii și altele. Legea lui Murray care, în formă convențională determina diametrul optim al vaselor de sânge, a fost rederivată pentru a oferi ecuații simple pentru diametrul optim al țevilor sau tuburilor,  ceea ce reduce masa calculelor.  Proiectarea aripii de aeronavă   și tehnicile de zbor sunt inspirate de la păsări și de la lilieci.
Roboți bazați pe fiziologia și modul de locomoție al animalelor includ BionicKangaroo care se mișcă ca un cangur, economisind energia dintr-un salt și transferarea la următorul salt, roboți alpiniști, cizme și benzi imitând picioarele unui gecko. Suprafețele nanotehnologice  care recreează proprietățile pielii de rechin sunt create pentru a permite mai eficient mișcarea prin apă. Benzi de cauciuc au fost inspirate de tampoanele degetelor broaștei de copac. Autoascuțirea dintilor a mai multor animale au fost copiate pentru a face mai bune instrumente de tăiere. Modul în care se înlănțuie și răsucesc proteinele este folositîn controlul autoasamblării nanostructurilor funcționale. Colorarea Structurală a aripilor de fluturi este aplicată pentru a oferi îmbunătățirea afișajului modulatorului interferometric. Ceramici noi copiază proprietățile scoicilor. Blana de urs polar a inspirat designul colectoarelor termice și a îmbrăcămintei. Aranjamentul frunzelor pe plantă a fost adaptat pentru o mai bună colectare a energiei solare. Proprietățile de refracție a luminii ale ochilor moliei au fost studiate pentru a reduce reflexia panourilor solare. Materiale cu proprietăți de autorefacere,  polimeri și materiale compozite capabile de a repara fisuri au fost produse pe baza studierii materialelor biologice.
Puternicul spray al cărăbușului bombardier a inspirat o companie suedeză pentru a dezvolta o tehnologie de pulverizareun "micro mist" , care se pretinde a avea un nivel scăzut de carbon (comparativ cu sprayurile cu aerosoli). Gândacul amestecă substanțe chimice și le pulverizează prin intermediul unei duze orientabile la capătul abdomenului, provocând victimei o senzație de înțepătură și de panică.
Cele mai multe virusuri au o capsulă exterioară de 20 până la 300 nm în diametru. Capsulele  virușilor sunt extrem de robuste și capabile să reziste la temperaturi de 60 °C; ele sunt stabile la un pH gama 2-10. Capsulele  virușilor pot fi folosite pentru a crea componente de nanodispozitive, cum ar fi nanofire, nanotuburi, și puncte cuantice. Particule de viruși tubulari, cum ar fi virusul mozaic al tutunului (TMV), pot fi utilizate ca șabloane pentru a crea nanofibre și nanotuburi, deoarece ambele straturi, interioare și exterioare ale virușilor sunt suprafețe încărcate care poate induce formarea de cristale de creștere. Acest lucru a fost demonstrat prin producția de nanotuburi de platină și de aur  folosind TMV ca șablon. Particule mineralizate de virus au arătat că pot rezista la diverse valori ale pH-ului prin mineralizarea virușilor cu diferite materiale, cum ar fi silicon, PbS, și CdS și ar putea, prin urmare, servi ca un instrument util transportării de material. Un virus sferic de plantă numit cowpea chlorotic mottle virus (CCMV) are interesante proprietăți expansive atunci când sunt expuse la medii cu pH mai mare de 6,5. Dacă se depășește această valoare a pH-ului, 60 de pori independenți cu diametre de aproximativ 2 nm încep să facă schimb de substanță cu mediul. Tranziției structurală a capsidei virale poate fi utilizată în  mineralizarea biomorphică pentru preluarea selectivă și depunerea de minerale prin controlul pH-ului soluției. Aplicații posibile includ utilizarea  cuștii virale pentru a produce în mod uniform în formă și dimensiuni nanoparticule semiconductoare  printr-o serie de spălări de pH. Aceasta este o alternativă la cușca apoferritin, tehnică utilizată  în prezent pentru a sintetiza uniform nanoparticulele de CdSe. Astfel de materiale ar putea fi, de asemenea, folosite pentru fabricarea de medicamente "țintite", deoarece particulele eliberează diferite conținuturi în funcție de expunerea la diferite niveluri de pH.

## A se vedea, de asemenea,
- Fotosinteza artificială
- Enzimă artificială
- Enzimă artificială#Nanozime
- Bioinspirația & Biomimetica
- Sinteza biomimetică
- Calculul neuromorfic
- Ingineria inversă
- Biologia sintetică

### Laboratoare de cercetare
- Universitatea din California, Santa Barbara Arhivat în 12 mai 2016, la Wayback Machine.
- Universitatea din Auckland Arhivat în 18 decembrie 2012, la Wayback Machine.
- Universitatea din Bath Arhivat în 17 august 2009, la Wayback Machine.
- Biomimicry Institute
- Agenția Spațială Europeană Arhivat în 14 mai 2013, la Wayback Machine.
- Universitatea Harvard, Institutul Wyss
- Universitatea Tehnologică Nanyang Arhivat în 15 octombrie 2016, la Wayback Machine.
- MIT Arhivat în 7 mai 2014, la Wayback Machine.
- Universitatea din Reading
- Universitatea din California de Sud
- Universitatea Stanford
- Universitatea din Toronto Arhivat în 14 aprilie 2013, la Wayback Machine.
- Universitatea Tufts
- Virginia Tech Arhivat în 4 noiembrie 2012, la Wayback Machine.
- Universitatea din Washington
- Biorobotics research group, Institute of Movement Science, CNRS/Aix-Marseille University (France)

### Portaluri
- Ask Nature - Biomimicry Design Portal

### Videoclipuri
- Biomimetics MIT
- Sex, Velcro and Biomimicry with Janine Benyus
- Janine Benyus: Biomimicry in Action from TED 2009
- Design by Nature - National Geographic
- Michael Pawlyn: Using nature's genius in architecture from TED 2010
- Robert Full shows how human engineers can learn from animals' tricks from TED 2002
- The Fast Draw: Biomimicry from CBS News